# فرودگاه یوریف
فرودگاه یوریف (به روسی: Аэропорт Юрьево) فرودگاهی عمومی واقع در ولیکی نووگورود در کشور روسیه است.